# 松瀬青々
松瀬 青々（まつせ せいせい、明治2年4月4日（1869年5月15日） - 昭和12年（1937年）1月9日）は、日本の俳人。「倦鳥」を創刊・主宰。関西俳壇で高濱虛子主宰の「ホトトギス」と一線を劃す俳人として重きをなした。本名・弥三郎。大阪市出身。

## 生涯
大阪市東区大川町（現大阪市中央区北浜四丁目6　三井住友銀行東玄関前）に長男として生まれる。家業は薪炭商。北浜高等小学校卒業の頃より小原竹香に詩文を、福田直之進に漢学を学び、20歳を過ぎてより池田蘆州に漢学を学ぶ。1895年、第一銀行大阪支店に入行。同僚と句作を試み、また蓼生園（たでふのその）中村良顯に和歌を学び邦武と号した。
1897年、松山発行の「ほととぎす」第4号にて虚子選に入選。初号は無心。また新聞「日本」、青年雑誌「文庫」にも孤雲の号で投句。後者の選で高浜虚子は「投句六十、悉く之を採るも可」と賞賛する。1898年、青々に改号。同年に結婚。また正岡子規の「明治三十一年の俳句界」（『ホトトギス』明治32年1月号）にて「大阪に青々あり」と賞賛を受ける。子規は続けて「始めて見るの日既に堂に上りたるを認めたり。其句豪宕にして高華、善く典故を用ゐて勃窣に堕ちず、多く漢語を挿みて渋晦ならざるを得る者、以て其伎倆を見るに足る」と記し、その特色を見抜いている。7月、銀行を退社し9月に上京、「ホトトギス」の編集係に就く。
1900年、ホトトギスを退社、大阪に戻り大阪朝日新聞社に入社。会計部に務めながら俳句欄選者を担当する。1901年「寶船」を創刊・主宰。1904年、句集『妻木冬之部』を刊行。これは存命中に刊行されたものとしては最古の個人句集である（近世には、宗祇や其角に自選個人句集を見ることは出来る）。以後、1906年にかけて『妻木新年及春之部』、『同夏之部』、『同秋之部』を順次刊行。1911年1月、「寶船」に河東碧梧桐の新傾向俳句に対する批判を掲載する。
また、在家ではあるが、よく教典研究をし、法隆寺などとの繋がりが深いことも、青々の一特徴て、「寶船」明治四十年八月号には「俳諧夏書」八十四句を発表、般若心経の俳句化を試みたりもしている。
1912年、大阪朝日新聞社を退社し編集部嘱託となる。1914年、4月から9月にかけ「寶船」を休刊。1915年11月、「寶船」を改題し「倦鳥」とする。1925年6月、「倦鳥」を「林表」に改題した上で経営を井上麦秋に託し、これとは別に青々の個人誌として「倦鳥」を創刊。1926年1月、両者を合併して「倦鳥」に戻す。1930年、大阪三越百貨店で「青々俳画展」を開催。
1937年1月9日、狭心症により死去。行年69歳。多くの寺院の僧が弔問、法隆寺管長佐伯定胤もその一人であった。天王寺区下寺町正覚寺に埋葬される。没後の1938年9月、生前に青々が「倦鳥」に句集出版を期して載せた自選句をもとに句集『鳥の巣』上下巻が出版。また1910年から1936年12月まで「倦鳥」に「近作」として掲載された句をもとに、同年5月より1940年にかけて句集『松笛』を4巻本で出版。『松笛』は1万近い句を収める大著である。
代表句に「雨雲のよせつゝ凄き火串かな」
　　　　「つま木取リ越王台に上りけり」
　　　　「天地の間にかろし蟬の殻」
　　　　「鳥の巣に鮑の玉もありぬべし」
　　　　「日盛りに蝶のふれ合ふ音すなり」
　　　　「これやこの鷓鴣の飛びゐる花の中」
　　　　「月見して如来の月光三昧や」
などがある。初期には与謝蕪村に傾倒して天明調の句を詠み子規に賞賛されたが、のちには芭蕉に傾倒しその研究に努めた。古季語、難季語を意欲的に詠んだ点も特筆される。古典によく通じ、しばしば漢詩や古典の気に入った詩句に思いを寄せることで句を作りこれを「字がらみ作句法」と称した。漢籍から「春泥」（重箱の風呂敷につく春の泥」など）「薄暑」（「開放つ家の薄暑や針仕事」など）といった季語を使用し定着させた他、「桃柳」（「聞説く明石は軒に桃柳」など）「梅柳」（「柳より白く梅よりみどりなり」など）など古来の風習や季節感を季語として多用してもいる。また独自の俳画を切り開きしばしば個展を開いている。晩年には「倦鳥」で古屋秀雄、右城暮石、細見綾子といった俊英を育てた。

## 著書
- 『妻木』 春俎堂、1904年-1906年、4巻本 （1937年に合本で再版）
- 『倦鳥頭言集』 倦鳥社、1937年
- 『鳥の巣』 倦鳥社、1938年、上下巻
- 『松苗』 倦鳥社、1938年-1940年、4巻本
- 『随感と随想』 倦鳥社、1942年
- 『松瀬青々全句集』 松瀬青々全句集編集委員会、邑書林、2006年・2011年、上下巻
- 『妻木抄―松瀬青々句集』〈大阪の俳句 明治編〉、大阪俳句史研究会：編、ふらんす堂、2006年

## 関連文献
- 青木茂夫『松瀬青々―評伝』額田天方、1974年。
- 堀古蝶『俳人松瀬青々』邑書林、1993年。ISBN 978-4946407826
- 山口誓子『鑑賞の書』東京美術、1974年。
- 島田牙城「『青々歳時記』を読む」（『俳句の背骨』邑書林、2017年。所収）